# Josef Horntrich
Josef Horntrich (* 29. November 1930 in Ketzelsdorf (Koclířov) bei Zwittau; † 25. September 2017 in Cottbus) war ein deutscher Chirurg in Cottbus.

## Leben
1945 von den Tschechen aus dem Sudetenland vertrieben, flüchtete Horntrichs Familie in die Niederlausitz. Nach dem Abitur in Herzberg (Elster) studierte er von 1950 bis 1956 an der Martin-Luther-Universität Halle-Wittenberg Medizin. In jener Zeit war Horntrich Vertrauensstudent der katholischen Studentengemeinde. Nach dem Staatsexamen ging er als Assistent zu Ernst-Rulo Welcker an das Bezirkskrankenhaus Cottbus, das damals über mehr als 300 Betten und ein enormes Operationsspektrum verfügte. 1957 wurde er in Halle zum Dr. med. promoviert. Er entwickelte sich schnell zu einem exzellenten Operateur und wurde unmittelbar nach der Facharztanerkennung Oberarzt und „rechte Hand“ des Chefs. Beide entwickelten in den 1950er Jahren für die Krankenhäuser im Bezirk Cottbus ein System der chirurgischen Leistungserfassung und Qualitätssicherung. Aufgrund der kontinuierlich erhobenen Daten setzten Welcker und Horntrich schon damals eine Mindestmengenregelung z. B. bei Magenresektionen durch. Dieses „Cottbuser System“ bildete eine wichtige Grundlage bei der Erarbeitung eines einheitlichen Systems der Leistungserfassung und Qualitätssicherung unter Nutzung der WHO-Dokumentationen (ICD-10, Internationale Katalogisierungsprinzipien) an der Charité unter Federführung von Helmut Wolff, wie es bis heute deutschlandweit angewendet wird. Die wissenschaftlichen Aktivitäten Horntrichs im Rahmen dieser Arbeiten und auf dem Gebiet der klinischen Forschung fanden ihren Ausdruck in mehr als 70 Publikationen. Die Promotion B zum Dr. sc. med. erfolgte 1988.
Bevor Welcker 1970 in Pension ging, hatte er die Klinik geteilt und den parteilosen Christen Horntrich als Chefarzt der Chirurgischen Klinik und Klaus Welz als Chef der Unfallchirurgischen Klinik durchgesetzt. Durch den systematischen Aufbau der Viszeral-, Gefäß-, Kinder- und Thoraxchirurgie sowie einer chirurgischen Intensivtherapie als Abteilungen der Chirurgischen Klinik wirkte Horntrich der Fragmentierung der Chirurgie konsequent entgegen. Davon profitierten vor allem die chirurgischen Weiterbildungsassistenten, die bis zum Facharzt für Allgemeinchirurgie auch grundlegende Fertigkeiten in allen Subspezialitäten erwerben konnten. Zur Zeit der Wende und friedlichen Revolution in der DDR übernahm Horntrich 1990 zusätzlich das Amt des Ärztlichen Direktors. Er initiierte die Umbenennung des Bezirkskrankenhauses in Carl-Thiem-Klinikum Cottbus und machte es zum größten, fachlich und marktwirtschaftlich etablierten Klinikum in Brandenburg. 1996 verfügte die Chirurgische Klinik über 194 Betten. Außerdem war Horntrich parteiloses Mitglied im Stadtparlament. Über die gesamte DDR-Zeit arbeitete er im Pfarrgemeinderat Cottbus, im Diözeserat des Bistums Görlitz und im Deutschen Caritasverband. Bis 1999 Ärztlicher Direktor, betrieb er die Anerkennung des CTK als Lehrkrankenhaus der Charité. Eine Professur blieb ihm verwehrt.

## Ehrungen
- Vaterländischer Verdienstorden
- Obermedizinalrat (DDR)
- Silvesterorden
- Ehrenmedaille der Stadt Cottbus (1996)